# Mathias Fink
Pour les articles homonymes, voir Fink.
Mathias Fink, né le 18 octobre 1945 à Grenoble est un physicien français, spécialiste de la physique des ondes en milieu complexe et de ses applications en imagerie biomédicale, en thérapie et dans le domaine des télécommunications. Il est professeur à l'ESPCI Paris sur la chaire George Charpak, fondateur et ancien directeur de l'Institut Langevin « Ondes & Images », membre de l'Académie des sciences  et de l'Académie des technologies et il a été titulaire de la chaire d'innovation technologique du Collège de France.

## Biographie
Mathias Fink est le fils de Ignace Fink, directeur du Cojasor, œuvre sociale juive de 1945 à 1990 et d'Olga Kaplan.
Après des études de mathématiques et une thèse de troisième cycle en physique du solide à l’Université de Paris en 1970, Mathias Fink s'intéresse à l'imagerie médicale et à l'acoustique. En 1973, il participe à la mise au point des premiers échographes ultrasonores à haute résolution fonctionnant en temps réel, en collaboration avec General Electric et Philips. Professeur à l'Université Louis-Pasteur puis à l'Université Denis Diderot, Mathias Fink travaille ensuite sur les analogies existant entre les ondes acoustiques, la mécanique quantique et l'optique notamment sur la diffusion multiple, la cohérence, la réversibilité, l'effet Aharonov-Bohm et le chaos quantique. Il rejoint en 1990 l'École supérieure de physique et de chimie industrielles de la ville de Paris et crée le laboratoire Ondes et Acoustique qui deviendra en 2009 l’Institut Langevin qu’il dirigera jusqu’en 2014 et qui regroupe aujourd’hui une centaine de chercheurs sur la thématique « Ondes et Images ».
Avec son équipe, Mathias Fink a été à l'origine de plusieurs inventions : les miroirs à retournement temporel, l’imagerie ultrasonore ultrarapide, l’élastographie transitoire (transient elastography) l’élastographie par ondes de cisaillement (Shear Wave Elastography) et plus récemment les surfaces intelligentes reconfigurables pour contrôler les ondes électromagnétiques (RIS - Reconfigurable Intelligent Surface). Ces inventions ont de nombreuses applications, dans le domaine de l’imagerie médicale, de la thérapie, de la domotique et des télécommunications.
Mathias Fink a été membre du conseil d'administration du CEA, du conseil scientifique de l'Institut de physique du globe de Paris, du conseil d'administration de l'Institut d'Optique Graduate School et du comité de pilotage de la stratégie nationale de recherche et d'innovation, du Conseil Scientifique de la Défense et du Haut Conseil de la science et de la technologie. ll a été membre du comité de prospective de l'Autorité de régulation des communications électroniques et des postes (ARCEP). Il est membre de la Commission innovation 2030.

## Travaux

### Retournement temporel
En 1987, en exploitant les symétries de l’équation des ondes, Mathias Fink a proposé le concept de « miroirs à retournement temporel » qui permet de faire revivre à une onde sa vie passée dans les milieux les plus complexes,. Avec son équipe, il a réalisé de tels miroirs pour différents types d’ondes (sonores, ultrasonores, sismiques, électromagnétiques, et vagues) et il a testé expérimentalement leur efficacité dans les milieux de propagation les plus variés. Un résultat important de cette recherche a été de montrer que, plus le milieu de propagation est complexe, plus il est facile de faire revivre à une onde sa vie passée. La complexité devient un atout et une unique antenne à « retournement temporel », immergée dans un milieu diffusant ou réverbérant, permet de focaliser une onde sur une tache dont la dimension ne dépend plus de la taille de l’antenne.  Ces miroirs trouvent de nombreuses applications en médecine (imagerie médicale, lithotritie, thérapie du cerveau), pour la détection sous-marine, la sismologie, le contrôle non-destructif, les télécommunications électromagnétiques à haut débit et pour la domotique. Dernièrement, avec son collègue Emmanuel Fort, il a introduit le concept de « Miroir Temporel Instantané » qui permet de concevoir des « matériaux variant en temps » aux propriétés étonnantes.

### Imagerie Ultrasonore Ultrarapide et Imagerie médicale multi-ondes
Avec son équipe, Mathias Fink a mis au point en 1997 le premier échographe ultrasonore ultra-rapide (10 000 images par seconde) fonctionnant sur le principe du retournement temporel. Avec une telle cadence d’images, il a montré qu’on pouvait observer les ondes de cisaillement de basse fréquence qui se propagent dans les tissus et en déduire une image de l’élasticité des tissus avec une résolution millimétrique. Il a introduit le concept d’imagerie multi-ondes où une onde (les ultrasons) sert à observer la propagation d’une autre onde (ici les ondes de cisaillement). Il a aussi introduit les concepts de « Transient Elastography » et de « Shear Wave Elastography». Ces recherches se sont concrétisées par la commercialisation de deux appareils très innovants : le Fibroscan et l’Aixplorer par deux des sociétés issues de son laboratoire : Echosens et Supersonic Imagine.
Ces méthodes sont aujourd’hui utilisées en routine pour la détection de nombreux types de cancer (sein, thyroïde foie, prostate), pour le diagnostic des maladies cardiovasculaires, des maladies du foie, des pathologies musculosquelettiques... Une autre application de l’imagerie ultrarapide ultrasonore initiée par Mathias Fink et son équipe est de permettre une imagerie des flux sanguins avec une sensibilité telle qu’on peut suivre l’activité cérébrale d'un patient ou d'un petit animal avec une très bonne résolution temporelle et spatiale.

### Super-résolution
Mathias Fink et son équipe ont montré qu’en utilisant le principe du retournement temporel dans certains métamatériaux, on peut focaliser des ondes électromagnétiques, ou des ondes acoustiques, sur des taches focales de dimension bien plus petite que la limite de diffraction (avec une résolution typique d'un trentième de longueur d'onde), c’est le concept de « Resonant Metalens »,.

### Imagerie des milieux diffusants
Mathias Fink et son équipe ont exploré l’approche « retournement temporel » en imagerie, et ils ont introduit les concepts de retournement temporel itératif et d’opérateur de retournement temporel qui sont à la base de nouvelles approches pour imager les milieux hétérogènes complexes. C’est le concept d’imagerie matricielle où on mesure à partir d’un réseau d’antennes « la matrice de réflexion » d’un milieu diffusant dont la « décomposition en valeurs singulières », permet d’obtenir une image du milieu sans aucune aberration,.  C’est un domaine dont les applications concernent aussi bien l’imagerie ultrasonore que la microscopie optique. Un autre aspect des méthodes matricielles en milieu diffusant introduit par son équipe utilise la mesure de « la matrice de transmission » d’un milieu afin de corriger son effet. Avec cette technique ils ont montré qu’on pouvait voir à travers un milieu diffusant opaque.

### Surfaces Intelligentes (RIS Reconfigurable Intelligent Surface) et Télécommunications
Mathias Fink et son collègue Geoffroy Lerosey ont été à l’origine en 2013 de l’invention des « miroirs intelligents » qu’ils ont développés pour les ondes électromagnétiques qui sont aujourd’hui appelés RIS (reconfigurable intelligent surface) et qui permettent de contrôler le champ électromagnétique dans des environnements complexes comme un bâtiment ou une ville afin d’optimiser les transmissions entre des stations de base et les utilisateurs,. Ce concept est désormais étudié par de nombreux laboratoires et a été sélectionné comme une des pistes principales pour le développement de la 6G. (Création en 2015 de la société Greenerwave).

## Innovation technologique
Mathias Fink a toujours entretenu des liens étroits avec les milieux industriels, médicaux et aéronautiques. Il a notamment travaillé avec la Snecma pour les applications du retournement temporel au contrôle non destructif, avec Philips dans le domaine médical puis plus récemment avec la DGA sur le contrôle des ondes électromagnétiques et avec France Télécom et Huawei dans le domaine des télécommunications.
Il est le président du conseil scientifique du groupe Safran, et a été consultant scientifique d'ExxonMobil, de Schlumberger et de Philips.
Ses recherches ont donné lieu à la création de sept startups développant les applications du retournement temporel, de l’imagerie multi-ondes et des surfaces intelligentes telles qu'Echosens, SuperSonic Imagine, Cardiawave et Austral Diagnostics dans le domaine médical Time Reversal Communications et Greenerwave en télécommunications et  Sensitive Object en domotique, qui emploient en tout plus de 500 personnes.
Mathias Fink a succédé à Gérard Berry à la chaire d'innovation technologique Liliane Bettencourt du Collège de France pour l’année universitaire 2008-2009.

## Distinctions
- Commandeur de la Légion d'honneur (2017)[25].
- Membre de l'Académie des sciences[26] depuis 2003 et de l'Académie des Technologies[27] depuis 2002
- Membre senior de l'Institut universitaire de France[28] (promotion 1994)
- Lauréat de la médaille d'argent du CNRS[29] (1995) et de la médaille de l'innovation du CNRS (2011)[30]
- Lauréat du Prix Gaz de France (2002) de l'Académie des sciences, du prix Rayleigh‐Helmholtz (2006) de la société américaine d'acoustique[31], du Prix Foucault (1995), du Grand Prix Louis Néel (2008)[32] et du Prix Yves Rocard (2011)[33] de la Société française de physique avec Mickael Tanter, Jacques Souquet et Jérémy Bercoff[34], du Rayleigh Award, (2012) de la société IEEE Ultrasonics[35], de la Ian Donald Medal for Technical Development (2012) of the International Society of Ultrasound in Obstetrics and Gynecology[36], de la Edwin H. Land Medal (2014) de la Société Américaine d’Optique[37] et du Prix Charpak-Dubousset (2018)[38] de l’Académie Nationale de Médecine.

## Publications
- Renversement du temps, ondes et innovation, Fayard, 2009  (ISBN 9782213644134)
- A. Aspect, R. Balian, G. Bastard, J.P. Bouchaud, B. Cabane, F. Combes, T. Encrenaz, S. Fauve, A. Fert, M. Fink, A. Georges, J.F. Joanny, D. Kaplan, D. Le Bihan, P. Léna, H. Le Treut, J-P Poirier, J. Prost et J.L. Puget, Demain la physique, (Odile Jacob, 2009)  (ISBN 9782738123053)
- Publications scientifiques sur Google Scholar